# ویکی‌پدیای برتون
ویکی‌پدیای برتون نسخه برتون وب‌گاه ویکی‌پدیا است.  زبان برتون تا ۱۹ اوت ۲۰۱۱ بابیش‌از ۳۸٬۶۷۰ مقاله در رده پنجاه‌ونهم ویکی‌پدیاها قرار گرفته‌است.